# Доброта (Котор)
Доброта је градско насеље у општини Котор, у Црној Гори. Према попису из 2023. било је 8.065 становника.

## Географија
Смештена у непосредној близини древног града Котора са погледом према Врмцу и Прчњу. Шеталиште у Доброти води неколико километара уз обалу.
Најмногољудније је насеље у општини Котор. Протеже се од Котора, са којим је срасла на југу, и до насеља Љута и истоимене реке на северу, где се налази и северна граница градског подручја Котора, у дужини од 7 километара. Насеље се први пут спомиње у списима которског архива 1260. године, као Dabrathum, затим Dobrotha, из чега се изводи данашњи назив. Насеље Доброта формирало се од традиционалних целина насталих спуштањем појединих братстава са првобитно виших делова на обалу, око ранијих и садашњих цркава.

## Историја
Доброта је доживела свој препород у XVII и XIX вијеку када је имала највише бродова у Боки. Статус поморског насеља добила је 1717. године. У то време подигнуте су и познате палате добротских породица као што су: Дабиновић-Кокот, Трипковић, Ивановић, Радоничић, Милошевић и др. Његош је католичке Доброћане сматрао Србима. Написао им је пјесму Србин Србима на части захвљаује.  Павле Ровински је записао да је Доброта насељена од Црногораца, који су прешли на католичку веру. Од свих места у Боки, од Црногораца је највише нападана, па је свака палата имала пушкарницу. У његово време, многе палате су већ биле пусте, а стил живота им се доста разликовао од осталих Бокеља.

## Споменици културе
Међу споменицима културе, осим сачуваних топонима илирског порекла и материјалних остатака из доба Римљана, треба споменути цркву Св. Илије из XII века, у непосредној близини зграде Завода за биологију мора и Госпе од Милосрђа из XIV века. Својом монументалношћу посебно се овде истиче црква св. Еустахија из XVIII века. Црква Св. Еустахија подигнута је 1773. године у непосредној близини раније цркве, са звоником из прве половине XIX века, знатно оштећен у земљотресу 1979, а потпуно рестаурисан тек 2010. Унутрашњост цркве је рађена у барокном стилу, са олтарима појединих добротских породица. У овој цркви се чувају дела Паола Веровеза, Франа Потенце, Карла Далција и др. познатих мајстора. Посебно је занимљива и збирка са 52 комада чувене добротске чипке из XVII и XVIII века. Олтар ове цркве од пре десетак година краси и импозантан мозаик површине стотинак квадрата, а рад је истакнутог хрватског уметника Еде Муртића. Жупник ове цркве је до своје смрти 2006. године био Дон Бранко Сбутега. У Доброти се налази и црква Св. Матеја, саграђена 1670. године на темељима раније средњовековне цркве. Изграђена је у барокном стилу. У цркви се чувају барокни мермерни олтари, као и чувена слика Ђовани Белинија „Богородица са дететом“.

## Демографија
У насељу Доброта живи 6.256 пунолетних становника, а просечна старост становништва износи 36,5 година (35,4 код мушкараца и 37,5 код жена). У насељу има 2.649 домаћинстава, а просечан број чланова по домаћинству је 3,09.
Становништво у овом насељу веома је хетерогено, а у последња три пописа, примећен је пораст у броју становника.
|  |

| Демографија | Демографија | Демографија |
| Година      | Становника  | Становника  |
| ----------- | ----------- | ----------- |
|             |             |             |
|             |             |             |
|             |             |             |
|             |             |             |
| 1948.       | 906         |             |
| 1953.       | 1.223       |             |
| 1961.       | 1.630       |             |
| 1971.       | 3.192       |             |
| 1981.       | 5.435       |             |
| 1991.       | 7.283       | 7.203       |
| 2003.       | 8.450       | 8.169       |
| 2011.       |             | 8.189       |
|             |             |             |

| Етнички састав према попису из 2003.‍ | Етнички састав према попису из 2003.‍ | Етнички састав према попису из 2003.‍ | Етнички састав према попису из 2003.‍ | Етнички састав према попису из 2003.‍ |
| ------------------------------------ | ------------------------------------ | ------------------------------------ | ------------------------------------ | ------------------------------------ |
|                                      |                                      |                                      |                                      |                                      |
| Црногорци                            | Црногорци                            |                                      | 4.428                                | 54,20%                               |
| Срби                                 | Срби                                 |                                      | 2.067                                | 25,30%                               |
| Хрвати                               | Хрвати                               |                                      | 535                                  | 6,54%                                |
| Југословени                          | Југословени                          |                                      | 51                                   | 0,62%                                |
| Муслимани                            | Муслимани                            |                                      | 35                                   | 0,42%                                |
| Албанци                              | Албанци                              |                                      | 32                                   | 0,39%                                |
| Руси                                 | Руси                                 |                                      | 14                                   | 0,17%                                |
| Мађари                               | Мађари                               |                                      | 14                                   | 0,17%                                |
| Македонци                            | Македонци                            |                                      | 14                                   | 0,17%                                |
| Роми                                 | Роми                                 |                                      | 11                                   | 0,13%                                |
| Италијани                            | Италијани                            |                                      | 9                                    | 0,11%                                |
| Словенци                             | Словенци                             |                                      | 7                                    | 0,08%                                |
| Немци                                | Немци                                |                                      | 7                                    | 0,08%                                |
| Египћани                             | Египћани                             |                                      | 5                                    | 0,06%                                |
| Бошњаци                              | Бошњаци                              |                                      | 3                                    | 0,03%                                |
| непознато                            | непознато                            |                                      | 37                                   | 0,45%                                |

| Година пописа     | 1948. | 1953. | 1961. | 1971. | 1981. | 1991. | 2003. |
| ----------------- | ----- | ----- | ----- | ----- | ----- | ----- | ----- |
| Број домаћинстава | 243   | 315   | 376   | 847   | 1.684 | 2.255 | 2.661 |

| Број чланова      | 1     | 2   | 3   | 4   | 5   | 6   | 7  | 8  | 9 | 10 и више | Просек |
| ----------------- | ----- | --- | --- | --- | --- | --- | -- | -- | - | --------- | ------ |
| Број домаћинстава | 2.649 | 481 | 546 | 562 | 677 | 273 | 78 | 27 | 3 | 1         | 1      |

| Пол    | Укупно | Неожењен/Неудата | Ожењен/Удата | Удовац/Удовица | Разведен/Разведена | Непознато |
| ------ | ------ | ---------------- | ------------ | -------------- | ------------------ | --------- |
| Мушки  | 3.073  | 1.117            | 1.764        | 96             | 83                 | 13        |
| Женски | 3.558  | 997              | 1.897        | 465            | 186                | 13        |
| УКУПНО | 6.631  | 2.114            | 3.661        | 561            | 269                | 26        |

| Пол    | Укупно                    | Пољопривреда, лов и шумарство | Рибарство                            | Вађење руде и камена | Прерађивачка индустрија       |
| ------ | ------------------------- | ----------------------------- | ------------------------------------ | -------------------- | ----------------------------- |
| Мушки  | 1.130                     | 1                             | 1                                    | 1                    | 79                            |
| Женски | 1.133                     | 3                             | 1                                    | 0                    | 51                            |
| УКУПНО | 2.263                     | 4                             | 2                                    | 1                    | 130                           |
| Пол    | Производња и снабдевање   | Грађевинарство                | Трговина                             | Хотели и ресторани   | Саобраћај, складиштење и везе |
| Мушки  | 55                        | 34                            | 234                                  | 61                   | 211                           |
| Женски | 14                        | 5                             | 290                                  | 51                   | 51                            |
| УКУПНО | 69                        | 39                            | 524                                  | 112                  | 262                           |
| Пол    | Финансијско посредовање   | Некретнине                    | Државна управа и одбрана             | Образовање           | Здравствени и социјални рад   |
| Мушки  | 16                        | 45                            | 96                                   | 73                   | 69                            |
| Женски | 44                        | 44                            | 94                                   | 151                  | 239                           |
| УКУПНО | 60                        | 89                            | 190                                  | 224                  | 308                           |
| Пол    | Остале услужне активности | Приватна домаћинства          | Екстериторијалне организације и тела | Непознато            | Непознато                     |
| Мушки  | 88                        | 4                             | 0                                    | 62                   | 62                            |
| Женски | 64                        | 2                             | 0                                    | 29                   | 29                            |
| УКУПНО | 152                       | 6                             | 0                                    | 91                   | 91                            |